# Javier Zarzalejos
Francisco Javier Zarzalejos Nieto (Bilbao, 6 de junio de 1960) es un político y funcionario español. Actualmente, ocupa el cargo de presidente de la Comisión de Libertades Civiles, Justicia y Asuntos de Interior en el Parlamento Europeo.

## Trayectoria
Nacido el 6 de junio de 1960 en Bilbao, es hijo de José Antonio Zarzalejos Altares, que fuera vocal del Jurado de Ética Periodística del Ministerio de Información y Turismo. Es hermano de los periodistas José Antonio y Charo Zarzalejos.
Licenciado en Derecho por la Universidad de Deusto, en 1984 ingresa como funcionario de carrera en el Cuerpo Superior de Administradores Civiles del Estado. En su carrera en la Administración General del Estado desempeña, entre otros puestos, los de secretario adjunto del Consejo Hispano-norteamericano (Ministerio de Asuntos Exteriores), subdirector general de Difusión Informativa (Ministerio del Portavoz del Gobierno) y consejero de Información de la Embajada de España en el Reino Unido (1992-1996).
Tras las elecciones de 1996, José María Aznar le propone como secretario general de la Presidencia del Gobierno, con rango de secretario de estado, cargo en el que permaneció durante las dos legislaturas en las que Aznar presidió el Gobierno de España. Desde esa posición fue, en 1999, uno de los encargados por Aznar, junto a Pedro Arriola y Ricardo Martí Fluxá —secretario de Estado de Seguridad— de entablar conversaciones con la banda terrorista ETA en la ciudad suiza de Zúrich.
En 2004 pasó a ser director del área de Constitución e Instituciones de la Fundación para el Análisis y los Estudios Sociales (FAES), think-tank entonces vinculado al Partido Popular (PP). Director de la revista Cuadernos de Pensamiento Político editada por FAES, en enero de 2012 se convirtió en secretario general de la organización.
Incluido en el sexto lugar de la lista del PP para las elecciones al Parlamento Europeo de 2019 en España, Zarzalejos fue elegido diputado para el período 2019-2024 Integrado en el grupo político del Partido Popular Europeo (PPE), se unió a la Comisión de Libertades Civiles, Justicia y Asuntos de Interior (LIBE) y la Delegación para las Relaciones con Canadá (D-CA).
En el año 2024 repitió como candidato del Partido Popular a las elecciones europeas, ocupando de nuevo el sexto lugar de la lista electoral. El 23 de julio de ese mismo año, fue elegido presidente de la Comisión de Libertades Civiles, Justicia y Asuntos de Interior (LIBE) del Parlamento Europeo, considerada una de las más importantes e influyentes de la Eurocámara, al tener la competencia sobre asuntos como el Estado de Derecho, la inmigración o la protección de datos.

## Publicaciones
En la revista Cuadernos de Pensamiento Político:
- ETA: derrota y final
- El mito del final dialogado
- La reforma fallida y el Estado residual del socialismo
- País Vasco: de la alternativa al cambio
- Identidad y política en España
- Traiciones y naciones
- Populismo y nacionalismo radical